# Джек-стрибунець

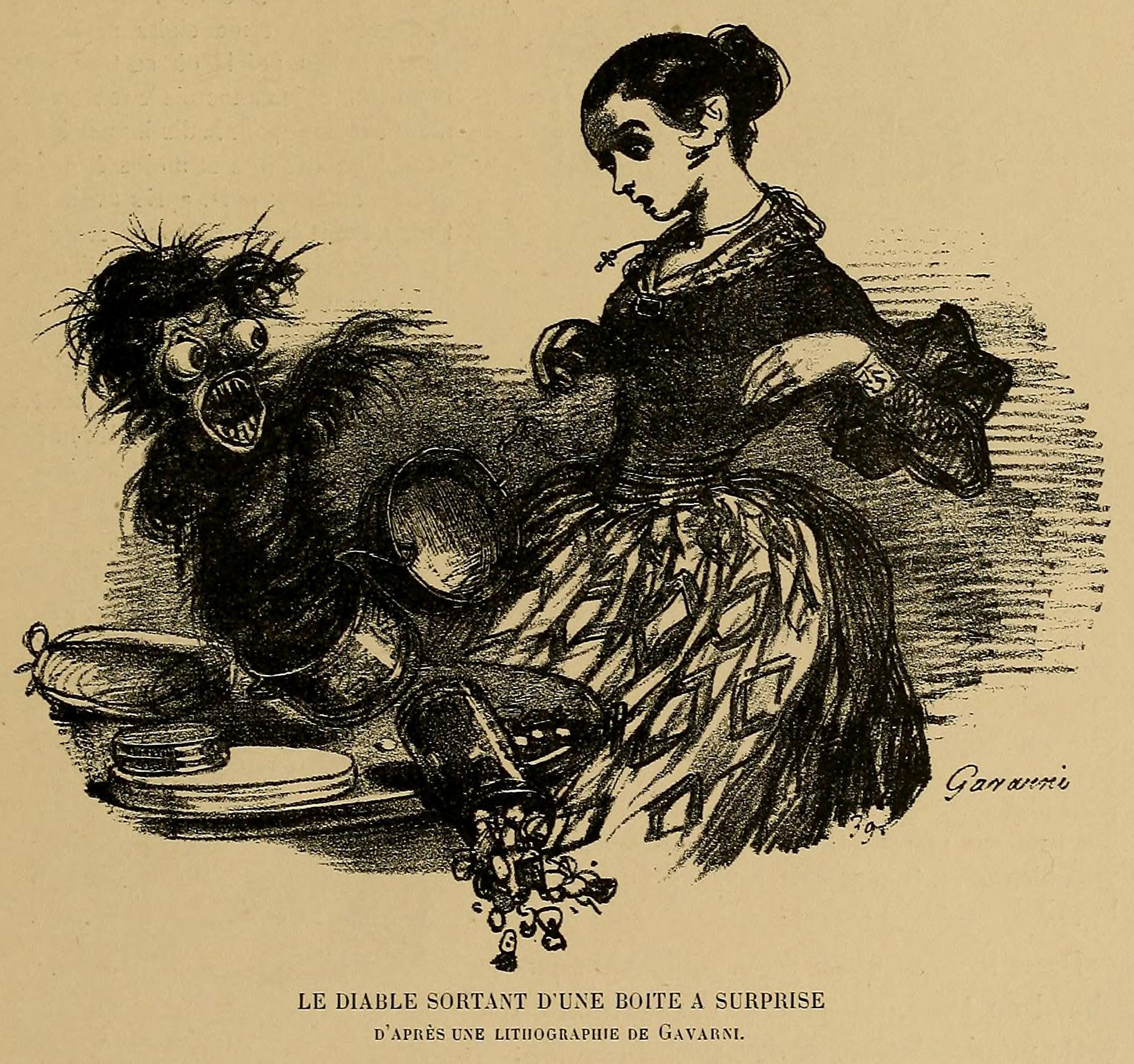
Джек-стрибунець за Полем Гаварні.

Джек-стрибунець (англ. Jack-in-the-box) — дитяча іграшка, яка складається з коробки з ручкою. Під час обертання ручки, грає музика, часто «Pop Goes the Weasel». Наприкінці мелодії вискакує «сюрприз»: відкидається кришка і фігура, зазвичай клоун або блазень, вискакує з коробки. Деякі коробки відкриваються у довільний час при обертанні ручки, що робить переляк більш несподіваним. У багатьох з тих, що використовують мелодію «Pop Goes the Weasel» кришка відкривається на слові «pop», якщо підставити слова у мелодію.

## Походження
Свій початок іграшка Джек-стрибунець бере від розповідей про англійського прелата сера Джона Шорна, який мешкав у XIV-му столітті, якого зазвичай зображують з чоботом, у якому сидить біс. Згідно з народними розповідями, одного разу він зловив диявола в чобіт, щоб врятувати селище Північний Марстон у Бакінгемширі. У Франції Джека-стрибунця називають «diable en boîte» (букв. «чорт у коробці»), став прообразом російської назви «чорт із табакерки».